# Institut d'histoire sociale
Ne doit pas être confondu avec Institut CGT d'histoire sociale.
Pour les articles homonymes, voir IHS.
L'Institut d'histoire sociale (IHS) est un cercle d'études et de réflexion français, engagé à l'origine dans le courant de la gauche antistalinienne. Créé en 1935 par Boris Souvarine, assisté du député socialiste du Nord Alexandre-Marie Desrousseaux (dit Bracke) et de l'historien Boris Nicolaevsky (en), il s'agissait au départ d'une succursale de l'Institut international d'histoire sociale d'Amsterdam. L'IHS est par la suite devenu une structure anticommuniste.

## Historique

### Première période
L’Institut d'histoire sociale protège une partie des archives de Léon Trotski, qu'il avait lui-même confiées à l'Institut. Mais elles sont finalement dérobées, sans doute par des agents soviétiques, en novembre 1936. Il en fut de même en 1940 : les nazis pillèrent une partie des archives et la bibliothèque, le tout étant transmis en Allemagne. L'Institut est démantelé, Souvarine est arrêté par la police de Vichy puis s'exile.

### Après-guerre
À la Libération, la réouverture de l'IHS est rendue difficile par manque de moyens financiers, l'IIHS d'Amsterdam n'ayant plus les moyens d'entretenir cette succursale parisienne. Souvarine, avec l'aide du député d'Alger Jacques Chevallier, tente de reconstituer le fonds disparu. L'IHS ouvre à nouveau en 1954 à Paris, grâce à Georges Albertini, sous le nom d'« Institut d'histoire sociale et de soviétologie ». Il s'agit désormais d'une structure indépendante. L'Institut se consacre à l'histoire et à l'étude de mouvements politiques et sociaux, notamment le communisme, le marxisme, le socialisme, le stalinisme, l'anarchisme, le syndicalisme, etc. Soutenu par le patronat français, assisté des services de renseignement nationaux, il anime des campagnes anticommunistes. Souvarine est le secrétaire général de l'IHS jusqu'en 1976 et Albertini en est le trésorier jusqu'en 1978. Souvarine collabore à la revue anticommuniste lancée par Albertini en 1979, le BEIPI, rebaptisé Est § Ouest en 1956 sur ses conseils.
L'Institut d'histoire sociale a édité, entre 1957 et 1968, Le Contrat social, « revue historique et critique des faits et des idées ». Souvarine en est le principal contributeur, avec 72 artyicles. C'est une revue de combat intellectuel, contre le communisme. Financée par les Américains, elle est liée aux soviétologues anglo-saxons et reproduit des articles de la revue américaine Problems of communism. 
En 1965, l'institut entre en relations avec le mouvement Occident, dont il aidera par la suite de nombreux membres à se « recycler ». En 1969, l'IHS participe, avec la Faculté libre de droit, d’économie et de gestion, et le partenariat du Groupement des industries métallurgiques de la région parisienne (GIM), à la création de l'Institut supérieur du travail (IST), consacré à la formation sociale et à la lutte antisyndicale. Bénéficiant de la loi sur la formation professionnelle du 16 juillet 1971, l'IHS arrive à renflouer ses caisses via les formations données à l'IST à la plupart des grandes entreprises françaises. Dans le même temps, il soutient à partir de 1970 la revue Contrepoint qui vient de naître.

### Période contemporaine
En 1976, Boris Souvarine a 81 ans et cesse de diriger l'Institut. Les nouveaux responsables sont alors majoritairement de droite, voire pour certains très à droite. Engagé dans un réseau anticommuniste, l'IHS lie des liens qui vont de secteurs de Force ouvrière jusqu'à des militants venus de l'extrême droite française, et participe sous l'influence d'Albertini au « recyclage » d'anciens militants d'extrême droite afin de les faire intégrer des partis de droite plus institutionnels. Alain Madelin, Xavier Raufer ou Yves Van Ghele accèdent à la direction de l'IHS dans les années 1970, soit via l'IST, soit directement. La campagne présidentielle de 1981 divise profondément la direction de l'IHS, entre partisans de Valéry Giscard d'Estaing (comme Madelin et Raufer) et de Jacques Chirac, chaque camp ayant une approche différente des actions à tenter contre le Parti communiste.
Après la défaite politique de 1981, l'IHS affiche, malgré les rentrées dues à l'IST, un déficit de 227 000 francs. Son nouveau directeur financier[réf. souhaitée], Van Ghele, parvient à convaincre différentes entreprises de le soutenir financièrement encore une fois. Mais il faudra plusieurs années pour atteindre un équilibre budgétaire, recevant notamment une aide de 20 000 francs en 1983 de la fondation américaine National Endowment for Democracy.
En 1993, l'institut a lancé Les Cahiers d'histoire sociale (CHIS) aux éditions Albin Michel, qui s'intéressent à l'histoire politique, sociale et syndicale française et internationale. En 2005, les Cahiers se sont mués en Histoire et Liberté sous la direction du nouveau directeur de l'Institut, le néo-conservateur Pierre Rigoulot.
La bibliothèque de l'Institut, désormais située à Nanterre, est appelée « La Souvarine », en hommage à son fondateur. Depuis 1984, son fonds documentaire est rattaché aux archives départementales des Hauts-de-Seine.

## Organisation

### Présidents
Les présidents successifs de l'Institut sont :
- Alexandre-Marie Desrousseaux (1935-1940 et 1954-1955),
- Maxime Leroy (1957),
- Émile Roche (1958-1976),
- Gabriel Ventejol (1976-1987),
- André Bergeron, ancien secrétaire général de Force ouvrière (1987-1994),
- Christine Chauvet (1994-1998),
- Jean-François Revel (1998-2006),
- Emmanuel Le Roy Ladurie (2006-2023).

Ce poste est cependant essentiellement honorifique.

### Secrétaires généraux
- Boris Souvarine, jusqu'en 1976
- Claude Harmel, de 1976 à 1983
- Morvan Duhamel, de 1983 à 2006